# Kaczory
Kaczory (deutsch Erpel; 1943–1945 Erpel (Kr. Kolmar, Wartheland)) ist eine Stadt und Sitz der gleichnamigen Stadt-und-Land-Gemeinde in Polen. Der Ort, der zum 1. Januar 2022 zur Stadt erhoben wurde, liegt im Powiat Pilski der Woiwodschaft Großpolen.

## Gemeinde
Zur Stadt-und-Land-Gemeinde (gmina miejsko-wiejska) Kaczory gehören 12 Ortschaften (deutsche Namen, amtlich bis 1945) mit einem Schulzenamt (sołectwo):
- Brodna (Brodden)[6]
- Dziembowo (Dziembowo, 1943–1945 Netzhöhe)[5]
- Dziembówko
- Jeziorki (Stüsselsdorf)[6]
- Kaczory (Erpel)[6]
- Krzewina
- Morzewo (Morzewo, 1943–1945 Obendorf)[5]
- Prawomyśl (Bergthal)[5]
- Równopole (Ebenfeld)[6]
- Rzadkowo (Rzadkowo, 1943–1945 Hügelhausen)[5]
- Śmiłowo (Schmilau)[6]
- Zelgniewo (Selgenau)[6]

Ein weiterer Ort der Gemeinde ist Byszewice.

## Verkehr
Der Bahnhof Kaczory liegt an der Bahnstrecke Kutno–Piła, in der Ortschaft Dziembówko liegt ein Halt der Bahnstrecke Poznań–Piła.